# Cueva de Belda
La cueva de Belda está situada en la sierra del Camorro del municipio de Cuevas de San Marcos, en la provincia de Málaga, España. Presenta una orientación N-S y unos 350m de desarrollo. Es una cavidad sin habilitar, tan sólo se ha instalado una valla metálica que limita el acceso.
Tiene un alto valor arqueológico, geológico y biológico. Fue declarada Zona Especial de Conservación en 2015 por la colonia de murciélagos que alberga. 

## Rasgos geológicos
Esta cavidad es de origen kárstico desarrollada en calizas y dolomías grises del Jurásico inferior (entre 205 y 180 millones de años de antigüedad). Pertenece a la unidad geológicas del Subbético Medio. Tiene una orientación noroeste y unos 350 m de longitud.  Posee una alta pendiente (81%), abriéndose su boca a una altitud de 710 m sobre el nivel del mar y llegando a alcanzar una altitud máxima de 800 m. Cuenta con una boca de forma ovalada de dimensiones superiores a los 10 m de alto por 6 m de ancho y está formada por una serie de salas repartidas por toda la cueva. En la parte interna se localizan tres lagos con elevadas cúpulas y diferentes tipos de espeleotemas, como columnas, coladas, estalactitas y estalagmitas, así como varios gours.

## Arqueología
La Cueva de Belda fue citada por Puig y Larraz en 1896 en su libro Cavernas y Simas de España, destacando sus grandes dimensiones. En 1960 el Grupo Arqueológico y Espeleológico de la O.J.E. descubre su yacimiento prehistórico, y en ese mismo año Manuel Casamar lo da a conocer en el VII Congreso Arqueológico Nacional de Barcelona.
Se han encontrado importantes restos arqueológicos, como hachas de sílex, puntas de lanza y otros utensilios de piedra de edades Musteriense, Neolítico medio y Calcolítico, aunque gran parte del material hallado se encuentra sin catalogar. También han sido hallados restos humanos fosilizados y muestras de la cultura dolménica.
A finales del siglo XIX se creó una sociedad de miembros ilustres del municipio con el fin de buscar un tesoro, lo que produjo el deterioro del material arqueológico y de numerosos espeleotemas.

## Fauna
La importancia de la cueva para la fauna radica en la gran colonia de murciélagos que alberga y la presencia ocasional de aves rapaces como buitre común, águila real, águila perdicera, halcón peregrino o búho real. Se ha constatado también la presencia de abundante de arácnidos, crustáceos, miriápodos y coleópteros.
Las especies de quirópteros cavernícolas que se han dectectado son Miniopterus schreibersii, Myotis blythii, Myotis myotis, Rhinolophus euryale, Rhinolophus ferrumequinum, Rhinolophus hipposideros, Rhinolophus mehelyi, Myotis daubentonii, Myotis escalerai y Myotis emarginatus.